# Canton de Villeneuve-d'Ascq
Le canton de Villeneuve-d'Ascq est une circonscription électorale française, située dans le département du Nord et la région Hauts-de-France.
Créé le 4 février 1982, il a été supprimé en 1994 puis recréé, dans des limites différentes, par le décret du 17 février 2014. Il tient lieu de circonscription d'élection des conseillers départementaux et entre en vigueur lors des élections départementales de 2015.

## Histoire
Avant la création du canton de Villeneuve-d'Ascq en 1982, la commune de Villeneuve-d'Ascq faisait partie du canton de Lannoy.
Le canton a été séparé en 1994 en deux cantons, le canton de Villeneuve-d'Ascq-Nord et le canton de Villeneuve-d'Ascq-Sud.
Lors du redécoupage de 2014, le canton de Villeneuve-d'Ascq est formé de communes des anciens cantons de Villeneuve-d'Ascq-Nord et Villeneuve-d'Ascq-Sud (1 commune à eux deux), et de Lannoy (4 communes). Il est entièrement inclus dans l'arrondissement de Lille. Le bureau centralisateur est situé à Villeneuve-d'Ascq.

## Représentation

### Représentation de 1982 à 1994
| Période | Période          | Identité               | Étiquette | Qualité |
| ------- | ---------------- | ---------------------- | --------- | --- |
| 1982    | 1989 (démission) | Gérard Caudron         | PS        | Enseignant Député européen (1989-2004) Maire de Villeneuve-d'Ascq (1977-2001 et depuis 2008)                             |
| 1989    | 1994             | Jean-Michel Stievenard | PS        | Docteur en sociologie urbaine Maire de Villeneuve-d'Ascq (2001-2008) Elu en 1994 dans le Canton de Villeneuve-d'Ascq-Sud |

### Représentation depuis 2015
| Période élective | Période élective | Mandat | Mandat   | Identité         | Nuance | Nuance | Qualité |
| ---------------- | ---------------- | ------ | -------- | ---------------- | ------ | ------ | --- |
| 2015             | 2021             | 2015   | 2021     | Didier Manier    |        | PS     | Conseiller municipal de Villeneuve-d'Ascq Ancien Président du Conseil général (2014-2015) Président du groupe Socialiste, radical et citoyen |
| 2015             | 2021             | 2015   | 2021     | Françoise Martin |        | DVG    | Maître de conférences Maire-adjointe de Villeneuve-d'Ascq                                                                                    |
| 2021             | 2028             | 2021   | en cours | Didier Manier    |        | PS     | Conseiller sortant |
| 2021             | 2028             | 2021   | en cours | Françoise Martin |        | DVG    | Conseillère sortante |

### Résultats détaillés

#### Élections de mars 2015
À l'issue du 1er tour des élections départementales de 2015, deux binômes sont en ballottage : Didier Manier et Françoise Martin (Union de la Gauche, 31,01 %) et Sophie Lefebvre et Thierry Rolland (Union de la Droite, 27,02 %). Le taux de participation est de 46,57 % (22 263 votants sur 47 808 inscrits) contre 46,81 % au niveau départemental et 50,17 % au niveau national.
Au second tour, Didier Manier et Françoise Martin (Union de la Gauche) sont élus avec 52,38 % des suffrages exprimés et un taux de participation de 44,19 % (10 197 voix pour 21 124 votants et 47 808 inscrits).

#### Élections de juin 2021
Le premier tour des élections départementales de 2021 est marqué par un très faible taux de participation (33,26 % au niveau national). Dans le canton de Villeneuve-d'Ascq, ce taux de participation est de 30,02 % (14 474 votants sur 48 211 inscrits) contre 30,39 % au niveau départemental. À l'issue de ce premier tour, deux binômes sont en ballottage : Christian Carnois et Delphine Garnier (Union au centre, 26,92 %) et Didier Manier et Françoise Martin (Union à gauche, 21,73 %).
Le second tour des élections est marqué une nouvelle fois par une abstention massive équivalente au premier tour. Les taux de participation sont de 34,36 % au niveau national, 31,01 % dans le département et 31,65 % dans le canton de Villeneuve-d'Ascq. Didier Manier et Françoise Martin (Union à gauche) sont élus avec 53,21 % des suffrages exprimés (7 344 voix pour 15 265 votants et 48 225 inscrits),,. 

## Composition

### Composition de 1982 à 1994
Le canton de Villeneuve-d'Ascq comprenait la seule commune de Villeneuve-d'Ascq.

### Composition depuis 2014
Le canton de Villeneuve-d'Ascq comprend cinq communes entières.
| Nom                                       | Code Insee | Intercommunalité              | Superficie (km2) | Population (dernière pop. légale) | Densité (hab./km2) | Modifier                                    |
| ----------------------------------------- | ---------- | ----------------------------- | ---------------- | --------------------------------- | ------------------ | ------------------------------------------- |
| Villeneuve-d'Ascq (bureau centralisateur) | 59009      | Métropole européenne de Lille | 27,46            | 62 342 (2022)                     | 2 270              | modifier les données · modifier les données |
| Forest-sur-Marque                         | 59247      | Métropole européenne de Lille | 1,05             | 1 660 (2022)                      | 1 581              | modifier les données · modifier les données |
| Sailly-lez-Lannoy                         | 59522      | Métropole européenne de Lille | 4,43             | 1 936 (2022)                      | 437                | modifier les données · modifier les données |
| Toufflers                                 | 59598      | Métropole européenne de Lille | 2,39             | 3 945 (2024)                      | 1 651              | modifier les données · modifier les données |
| Willems                                   | 59660      | Métropole européenne de Lille | 5,80             | 2 969 (2022)                      | 512                | modifier les données · modifier les données |
| Canton de Villeneuve-d'Ascq               | 5940       |                               |                  | 72 871 (2022)                     |                    | modifier les données                        |

## Démographie

### Démographie avant 2015
| 1975   | 1982   | 1990   |
| ------ | ------ | ------ |
| 36 769 | 59 527 | 65 320 |

### Démographie depuis 2015
En 2022, le canton comptait 72 871 habitants, en évolution de +0,49 % par rapport à 2016 (Nord : +0,51 %, France hors Mayotte : +2,11 %).
| 2013   | 2018   | 2022   |
| ------ | ------ | ------ |
| 72 794 | 73 028 | 72 871 |